# Cal Morera (Vallcebre)
Cal Morera és una masia del municipi de Vallcebre. Està situada una alçada de 1.171 msnm. Forma part de l'Inventari del Patrimoni Arquitectònic de Catalunya.

## Descripció
Masia de planta rectangular coberta a dues vessants, amb el carener paral·lel a la façana orientada a llevant. És una masia de petites dimensions amb els murs de maçoneria irregular, petites finestres quadrades, i emmarcaments amb obra, col·locades simètricament a l'eix central de la porta d'arc de mig punt rebaixat amb totxo col·locat a plec de llibre. Prop de la masia hi ha una pallissa, o rafal, de la mateixa època.

## Notícies històriques
Construïda el segle xviii en època de màxim creixement demogràfic del nucli de Vallcebre, formava part del terme parroquial de Santa Maria de Vallcebre.